# طاهرة قطب الدين
طاهرة قطب الدين (بالإنجليزية Tahera Qutbuddin) وُلِدَت في بومباي عام 1964. هي أستاذ الأدب العربي بجامعة شيكاغو. زميلة غوغنهايم (2020)، والحائزة على جائزة الشيخ زايد للكتاب في عام 2021، اشتهرت بأعمالها في الخطابة العربية واستخدام اللغة العربية في الهند، وخاصة في تقاليد البهرة الداوودية.

## حياتها
ولدت طاهرة قطب الدين في بومباي عام 1964 في عائلة تنتمي إلى طائفة البهرة الداوودية. تجمعها صلة قرابة بمحمد برهان الدين، إحدى الشخصيات القيادية لطائفة البهرة الداوودية. التحقت بمدرسة فيلا تيريزا الثانوية، وكلية صوفيا للفتيات، حيث أكملت تعليمها الثانوي عام 1984.
تعلمت قطب الدين اللغة العربية من والدها خزيمة قطب الدين حصلت عام 1988 على درجة البكالوريوس من جامعة عين شمس في القاهرة، وحصلت على درجة الماجستير التمهيدي عام 1990، ثم شهادة الماجستير عام 1994 من نفس الجامعة. التحقت بعدها بجامعة هارفارد ونالت هناك شهادة الدكتوراة عام 1999، بعد أن كتبت أطروحتها تحت إشراف ولفارت هاينريش (Wolfhart Heinrichs).

## سيرتها العلمية
انضمت قطب الدين عام 2002 إلى طاقم التدريس في قسم لغات وحضارات الشرق الأدنى بجامعة شيكاغو، حصلت عام 2008 على منحة دراسية من مؤسسة كارنغي في نيويورك، وعلى منحة زمالة من مؤسسة جون سيمون غوغنهايم عام 2020.
من بين أبحاثها المبكرة كانت دراسة اللغة العربية في الهند، وخاصة بين فرقة البهرة الداوودية، وتأثيرها على الخطب باللغة الغوجاراتية لطاهر فخر الدين أمّا دراستها عن "المؤيد الشيرازي وشعر الدعوة الفاطمي" (Al-Muʾayyad al-Shirāzī and Fāṭimid Daʿwa Poetry: A Case of Commitment in Classical Arabic Literature) التي صدرت في لايدن عن دار النشر بريل عام 2005 فهي توسيع لأطروحتها التي تقدمت بها للحصول على درجة الدكتوراه عام 1999. وتُعتبر هذه الدراسة ذات أهمية خاصة لأنّها أتاحت إطلالة إضافية على التراث المخبأ من كنوز المخطوطات الخاصة بالدعوة الطيبية الإسماعيلية في الهند. لقد أظهرت هذه الدراسة أن المؤيد الشيرازي كان مبتكرًا، ورائدًا رئيسيًا في تطوير مفهوم الأدب الملتزم، أي الأدب الذي أنتجه شخص مقتنع بفكر معين، ويسعى إلى إقناع المجتمع بالحقيقة التي يؤمن بها، ومصداقية هذا الفكر. لقد بيّنت هذه الدّراسة الهامّة أن الشعر الفاطمي قبل الشيرازي كان مشابهًا من حيث الأسلوب والمضامين لشعر العباسيين، الذين كان معظم أعلامه وشعرائه من المدّاحين، بينما كانت أعمال الشيرازي بالكامل في الترويج للدعوة الفاطميّة. كما أوضحت كيف انتقلت تقاليد الإسماعيليين الطيبيين إلى اليمن، ومنها إلى الهند بعد وفاة الشيرازي، حيث استمر تأثير شعره على جماعة البهرة الداوودية إلى يومنا هذا.
في عام 2013، نشرت قطب الدين طبعة من ترجماتها لمجموعة القاضي القُضاعي من أقوال وخطب الإمام علي بن أبي طالب ومختارات الجاحظ من الأقوال والحكم المنسوبة إلى أمير المؤمنين الإمام علي. تُعتبر هذه الطبعة عملًا مستقصيًا استندت في إعدادها على مجموعة كبيرة من المنشورات والمخطوطات المتاحة، على خلاف الترجمات السابقة لهذه النماذج المهمة من الأدب الديني الإسلامي. أشاد النقد الأكاديمي بجودة ترجمة هذه المنتحبات من العربية إلى الإنجليزية، وأن المترجمة استطاعت أن تنقل بشكل جيد دقة التعبيرات العربية البليغة والاختلافات في معانيها إلى الإنجليزية.

## مؤلفاتها
- Arabic Oration: Art and Function. Brill. 2019. ISBN:9789004395800.
- الخطابة العربية: الفن والوظيفة ، ليدن: ي. ج. بريل، 2019.
- Al-Qāḍī Al-Quḍāʿī (2013). Tahera Qutbuddin (المحرر). A Treasury of Virtues: Sayings, Sermons and Teachings of ʿAlī with the One Hundred Proverbs attributed to Al-Jāḥiẓ. NYU Press. ISBN:9781479826551.
- خزينة الفضائل: أقوال وخطب وتعاليم الإمام علي، نيويورك: مطبعة جامعة نيويورك، 2013.
- Al-Muʼayyad Al-Shīrāzī and Fatimid Daʻwa Poetry: A Case of Commitment in Classical Arabic Literature. Brill. 2005. ISBN:9789004141032.
- المؤيد الشيرازي وشعر الدعوة الفاطمي: نموذج من الأدب الملتزم في الأدب العربي الكلاسيكي، بوسطن وليدن: بريل، 2005.
- محمد بن سلامة القُضاعي، كتاب الشّهاب في الأمثال والمواعظ والآداب، تحقيق وترجمة طاهرة قطب الدين.

## ببليوغرافيا
- Ahmad، Saiyad Nizamuddin (2007). "Al-Muʾayyad al-Shirāzī and Fāṭimid Daʿwa Poetry: A Case of Commitment in Classical Arabic Literature by Tahera Qutbuddin, Wadad Kadi, Routraud Wielandt". Journal of Arabic Literature. ج. 38 ع. 2. DOI:10.1163/157006407783182281. JSTOR:25597945.
- Selove، Emily (2014). "A Treasury of Virtues: Sayings, Sermons and Teachings of 'Alī, with the One Hundred Proverbs Attributed to al-Jāḥiẓ, (Library of Arabic Literature) by al-Qāḍī al-Quḍāʿī, Tahera Qutbuddin". Speculum. ج. 89 ع. 2. JSTOR:43577121.
- Traboulsi، Samer (2014). "A Treasury of Virtues: Sayings, Sermons and Teachings of Alī with the One Hundred Proverbs attributed to Al-Jāḥiẓ (Library of Arabic Literature.) by AL-QĀḌĪ AL-QUḌĀʿĪ, Tahera Qutbuddin". Bulletin of the School of Oriental and African Studies. ج. 77 ع. 2. JSTOR:24692732.
- Patterson، Sara؛ Wang، Jack (10 أبريل 2020). "Five UChicago scholars awarded 2020 Guggenheim Fellowships". University of Chicago. مؤرشف من الأصل في 2024-12-03. اطلع عليه بتاريخ 2021-07-11.
- "Tahera Qutbuddin". John Simon Guggenheim Memorial Foundation. 2020. مؤرشف من الأصل في 2022-12-30. اطلع عليه بتاريخ 2021-07-10.
- Kamdar، Shraddha (30 أبريل 2021). "Mumbai-born Dr Tahera Qutbuddin First Indian To Win Arab World Nobel Prize". Femina. مؤرشف من الأصل في 2025-01-19. اطلع عليه بتاريخ 2021-07-10.
- Rodricks، Cynera (16 مايو 2021). "Mumbai inspired my work, says Sheikh Zayed Book Award winner". Mid-Day. مؤرشف من الأصل في 2025-01-12.
- Patterson، Sara (27 مايو 2021). "Prof. Tahera Qutbuddin honored for landmark book examining seventh-century Arabic oration". University of Chicago. مؤرشف من الأصل في 2025-01-15. اطلع عليه بتاريخ 2021-07-10.
- Bedirian، Razmig (24 يونيو 2021). "How Sheikh Zayed Book Award winner Tahera Qutbuddin unravelled years of early Arabic oration". The National. مؤرشف من الأصل في 2025-01-19. اطلع عليه بتاريخ 2021-07-10.